# Eis-Eier
Eis-Eier sind eine seltene winterliche Naturerscheinung. Es handelt sich um Eisstücke in der Form und Größe von Hühnereiern bis hin zum Ausmaß von Fußbällen, die sich auf natürliche Weise im Wasser bilden. 
Medienberichten zufolge wurde das Phänomen im Jahr 2019 an der Ostsee am Strand des Ortes Marjaniemi beobachtet; er liegt auf der Insel Hailuoto an der finnischen Westküste. Ein ähnliches Eisphänomen wurde 2016 an der Küste bei Nyda im nordwestlichen Sibirien mit fußballgroßen Eiskugeln festgestellt. Ebenso wurden Eis-Eier am Lake Michigan bei Chicago gesichtet.
Die Umstände, die zur Bildung von Eis-Eiern führen, sind noch nicht eindeutig geklärt. Laut Wetterexperten seien bestimmte meteorologische Voraussetzungen zur Bildung erforderlich, wie eine Wasser- und Lufttemperatur um den Gefrierpunkt. Außerdem sei ein flacher Strand und etwas Wind nötig. Bei sanften Wellenbewegungen lagere sich an einem Kiesel oder einem angeschwemmten Holzstückchen eine dünne Eisschicht an, die gleichmäßig anwachse.
Ein britischer Wetterexperte hat eine andere Erklärung zur Entstehung von Eis-Eiern. Er nimmt an, dass es sich um Bruchstücke aus größeren Eisschichten handelt, die am Meer von Brandung und Sand rund geschliffen werden.